# Östermalmstorg

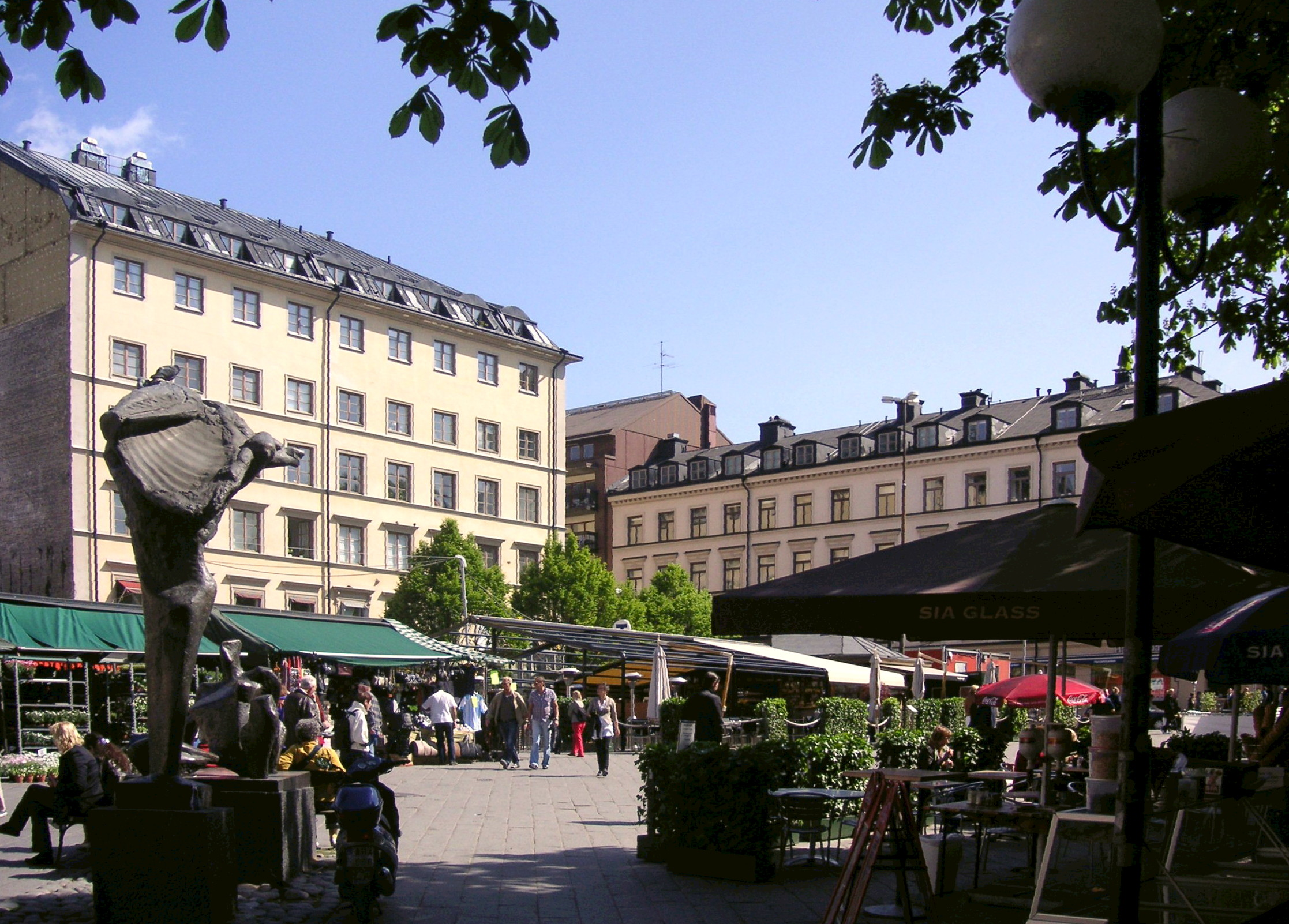
Torghandel på Östermalmstorg 2008.

Östermalmstorg är Stockholms stadsdel Östermalms centrum. Hit leder Sibyllegatan, Nybrogatan från Nybroplan, Humlegårdsgatan från Stureplan och Storgatan från Narvavägen/Djurgårdsbron. Mest kända byggnad vid torget är Östermalms saluhall från 1888. Under torget ligger tunnelbanestationen med samma namn. På torget står en skulpturgrupp, utförd av Willy Gordon. Öster om torget ligger Hedvig Eleonora kyrka.

## Historik

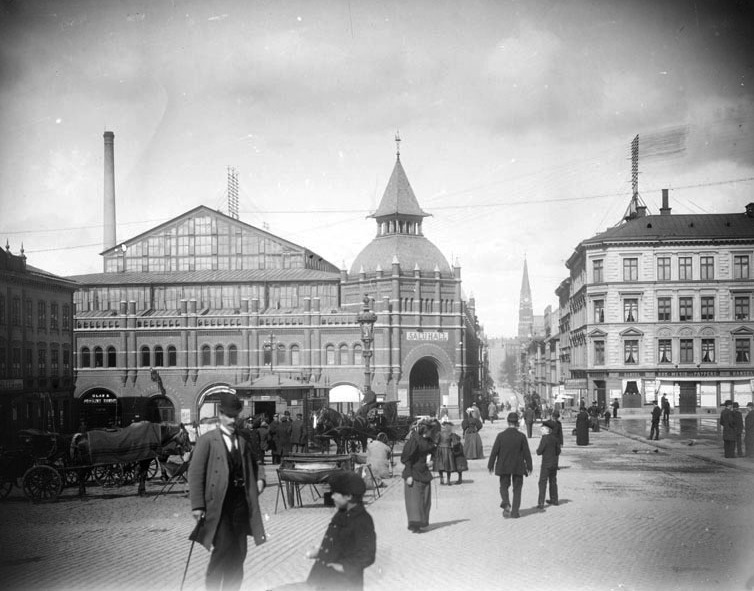
Östermalmstorg år 1896.

Torget finns med på de tidiga regleringskartorna från mitten av 1600-talet och anlades som ett typiskt axialtorg med den öst–väst-gående Storgatan som huvudaxel. Fram till 1880-talet hette det Ladugårdslandz Torget och därefter Östermalmstorg, 1932 blev namnet officiellt.
Från 1797 finns beskrivningar av torget som stort och öde, i många afseenden ett bedröfligt torg och ännu i mitten av 1800-talet fanns här, liksom på hela dåvarande Östermalm mest ruckel och plank. Runt torget låg många livsmedelsbutiker. Teatern Folkan låg vid torgets norra sida; den hette ursprungligen Ladugårdsteatern och öppnade 1856. Folkan stängde 2001, byggnaden revs och sedan år 2010 finns en ny byggnad med ett Åhléns-varuhus i bottenvåningen och två våningsplan (se Åhléns Östermalmstorg).
År 1888 invigdes Östermalms saluhall och torget fick dagens utseende. Länge var Östermalmstorg genomkorsat av Storgatan och under 1900-talet hårt trafikerat av både bilar och bussar. Numera är torget trafikfritt med daglig torghandel.

## Kommunikationer
- Tunnelbanestation Östermalmstorg.
- SL busslinje 62

## Bildgalleri

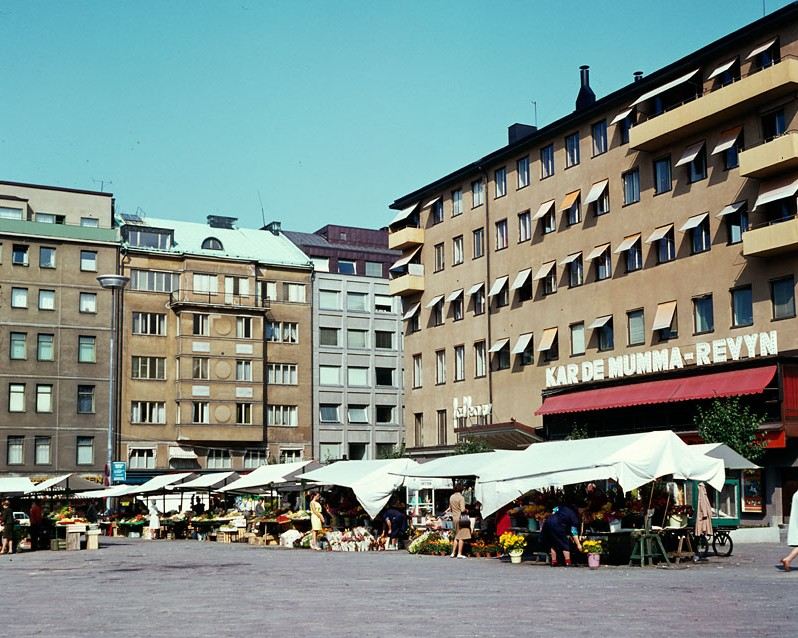
Torget 1968 med Folkan.
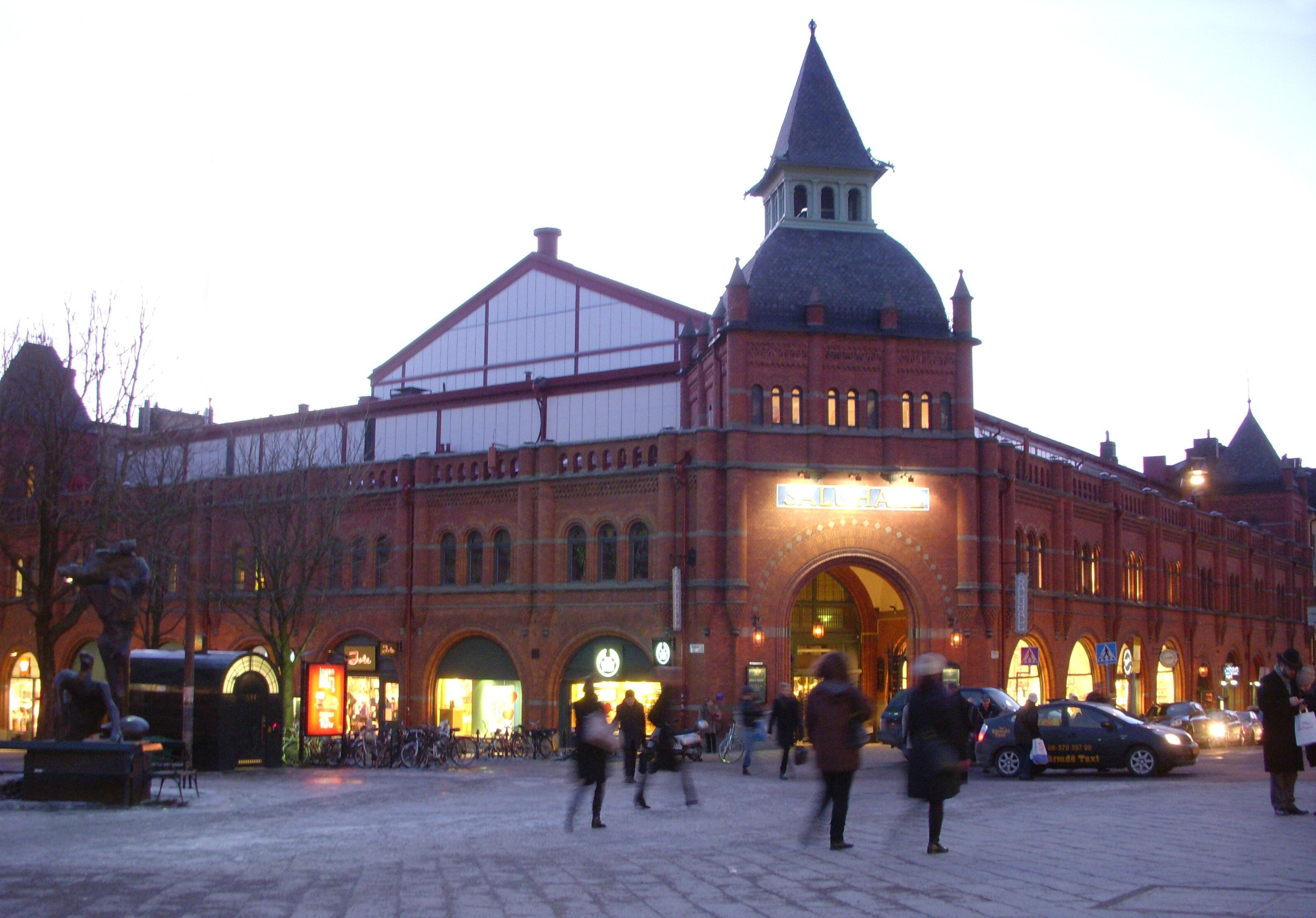
Östermalms saluhall 2011.
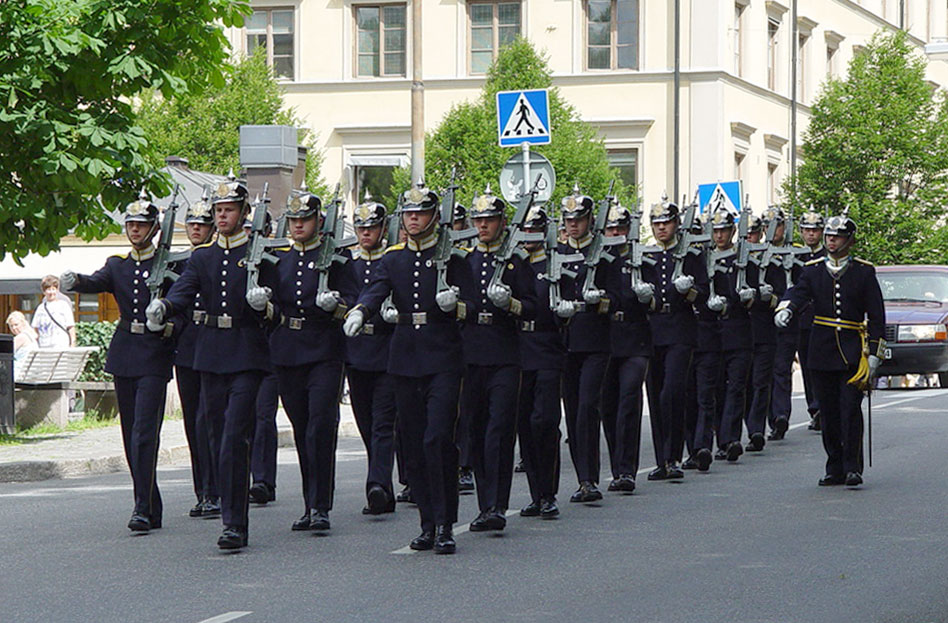
Vaktparaden vid Östermalmstorg.
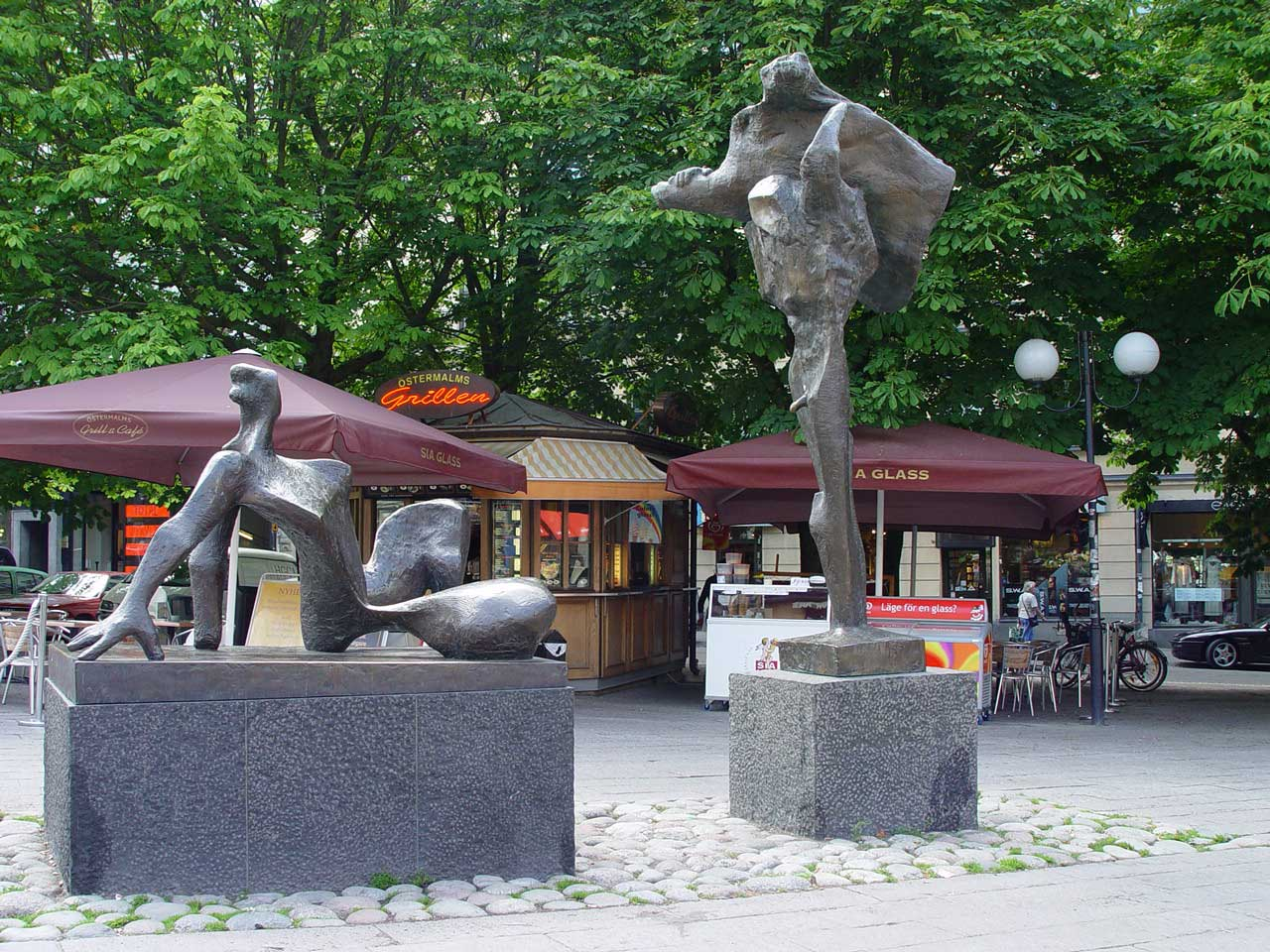
Mötet, skulptur av Willy Gordon.
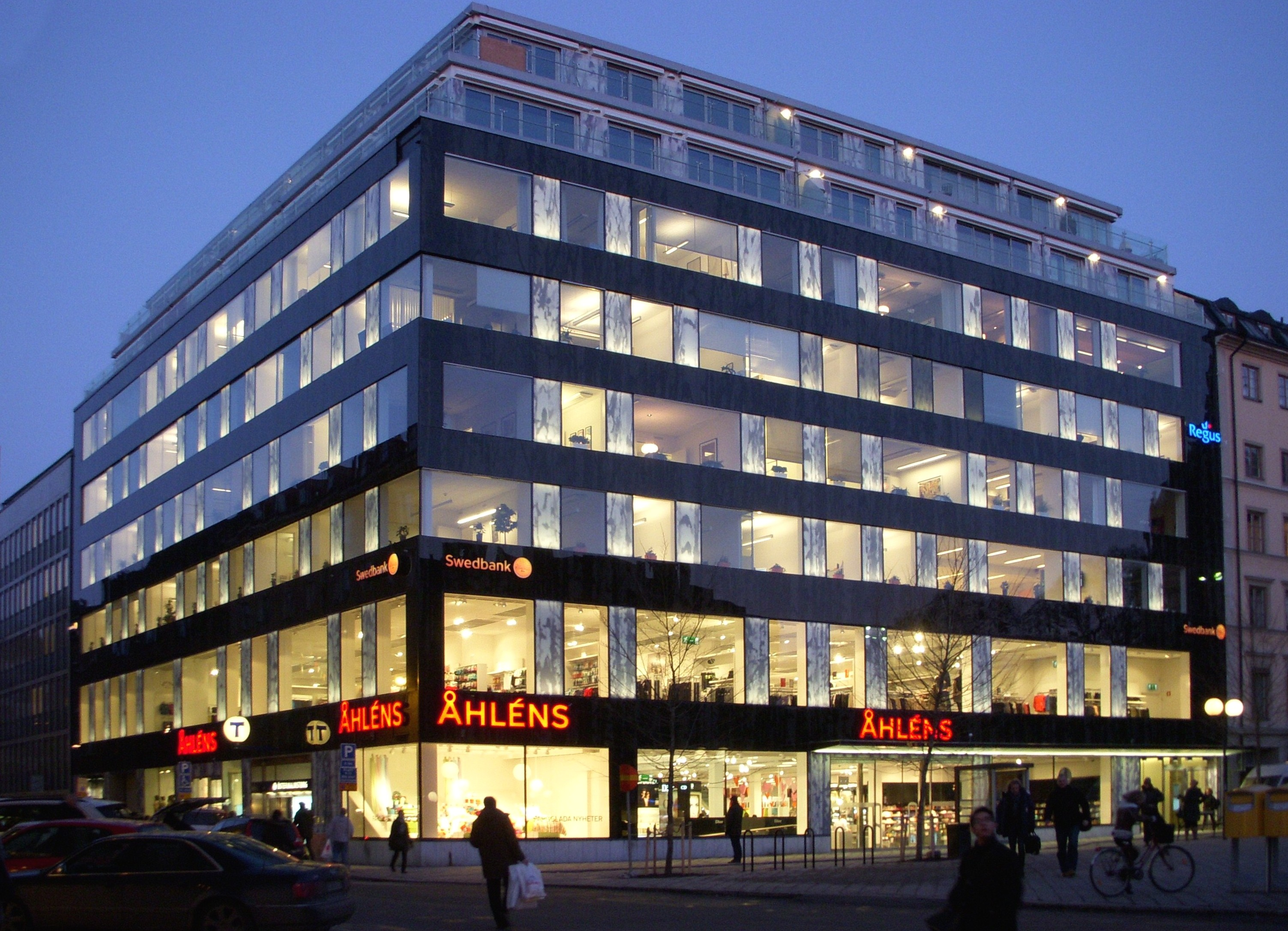
Åhléns vid Östermalmstorg 2011.